# Turbina (növénynemzetség)
A Turbina a burgonyavirágúak (Solanales) rendjébe és a szulákfélék (Convolvulaceae) családjába tartozó növénynemzetség volt, amelyet 2017-ig önálló taxonként kezeltek. További kutatások következtében a legtöbb faját a hajnalkák (Ipomoea) közé sorolták be, néhányat pedig más nemzetségekbe helyezték át.